# Maximilian Schubart
Maximilian Schubart (* 12. Dezember 1919; † 2. März 1982 in Frankfurt am Main) war ein deutscher Psychologe und Unternehmer. Er gilt als Begründer des Unternehmensfelds Direktsuche (Executive Search) in Deutschland oder auch als Deutschlands erster Headhunter.

## Leben
Maximilian Schubart war ein Sohn der russischen Emigrantin und Juristin Vera Berman (* 1897) und des deutschen Piloten Josef Englert (1893–1936). Er wurde später von Vera Bermans zweitem Ehemann, dem Kulturphilosophen Walter Schubart (1897–1942), adoptiert. Der Frankfurter Jurist und Umweltschützer Alexander Schubart ist sein Halbbruder.
Schubart war Doktor der Psychologie. Als deutscher Partner des amerikanischen Unternehmensberaters Fry Consultants Inc. baute er ab 1961 ein Unternehmen auf, das sich auf die Direktsuche von Führungskräften spezialisierte. Er veröffentlichte 1964 das Buch Das Tabu der Gehälter. Schubart provozierte gerne in zahlreichen Interviews und gab an, Muslim zu sein.